# Thước đo tiền tệ
Thước đo tiền tệ là một khái niệm căn bản do Liên đoàn Kế toán Quốc tế đưa ra để biểu hiện giá trị của những loại tài sản khác nhau trong các hệ thống kế toán; từ đó mới có thể lập ra các báo cáo tài chính.
Thước đo tiền tệ là đơn vị đo lường để ghi chép trong kế toán; song không phải là đơn vị đo lường cố định bởi nếu giá cả, lạm phát thay đổi thì giá trị của tiền cũng thay theo.
Tại Việt Nam, thước đo tiền tệ được quy định là đồng Việt Nam (ký hiệu: VND)